# Joel Burns (chính khách)
Joel Burns (sinh ngày 4 tháng 2 năm 1969) là một chính khách người Mỹ. Một ủy viên hội đồng thành phố cho Quận 9 ở Fort Worth, Texas, ông đã nhận được sự chú ý của báo chí vào tháng 10 năm 2010 sau khi phát biểu tại một cuộc họp của hội đồng về vấn đề tự tử ở thanh niên đồng tính nữ, đồng tính nam, song tính và chuyển giới, như một phần của chiến dịch It Gets Better của Dan Savage.
Burns tuyên bố vào ngày 11 tháng 2 năm 2014 rằng ông sẽ từ chức ghế của mình trong Hội đồng thành phố Fort Worth để theo đuổi bằng thạc sĩ hành chính công tại Trường Harvard Kennedy ở Cambridge, Massachusetts. Một cuộc bầu cử đặc biệt để thành công ông đã được tổ chức vào tháng 5, với một dòng chảy dự kiến vào ngày 21 tháng 6 trong đó Ann Zadeh, một cựu người lập kế hoạch thành phố, đã đánh bại luật sư Ed Lasater. Ông nhận bằng năm 2015.